# ديفيد وينر (لاعب كرة قدم)
ديفيد وينر (بالإنجليزية: David Winner)‏ هو كاتب ولاعب كرة قدم بريطاني، ولد في 5 ديسمبر 1956.